# 1154년

## 연호
- 남송(南宋) 소흥(紹興) 24년
- 금(金) 정원(貞元) 2년
- 일본(日本) 닌페이(仁平) 4년 / 규주(久寿) 원년
- 서하(西夏) 천성(天盛) 6년
- 리 왕조(李朝) 다이딘(大定) 15년

## 기년
- 남송(南宋) 고종(高宗) 28년
- 금(金) 해릉양왕(海陵煬王) 6년
- 고려(高麗) 의종(毅宗) 8년
- 서하(西夏) 인종(仁宗) 15년
- 리 왕조(李朝) 영종(英宗) 17년

## 사건
- 10월 25일 - 잉글랜드 왕 헨리 2세 즉위
- 모로코 출신의 지리학자 무함마드 알 이드리시가 노르만 출신의 시칠리아 왕 루지에로 2세의 후원으로 15년에 걸쳐 당시로서는 가장 정확한 세계지도를 제작하여 출간했다.

## 탄생
- 12월 4일 - 제169대의 교황 하드리아노 4세. (~1159년)

### 미상
- 고려(高麗)의 무신정권(武臣政權) 집권자(執權子) 경대승(慶大升). (~1183년)

## 사망
- 고려의 문하시중을 지낸 윤관의 아들이며, 묘청(妙淸)의 난 진압에 공을 세운 윤언민. (1095년~)